# Pression électrostatique asymétrique
La pression électrostatique asymétrique fait référence à une répartition inégale de la force électrostatique exercée sur un objet en raison d'un déséquilibre dans la distribution des charges. Cela se produit lorsque le champ électrique qui applique des forces différentes sur différentes parties d'un objet, entraînant ainsi une force ou un couple net,.

## Principaux aspects
- La pression électrostatique est la force par unité de surface exercée par un champ électrique sur une surface chargée. Elle est donnée par la formule :

| {\displaystyle P={\frac {\varepsilon _{0}{E^{2}}}{2}}} |

où {\displaystyle \varepsilon _{0}} est la permittivité diélectrique du vide et 𝐸 est l'intensité du champ électrique.
- Si la distribution de charge ou le champ électrique environnant est non uniforme, la pression électrostatique variera sur la surface de l'objet, entraînant une distribution de force asymétrique.

- Effets :
  - Provoque une déformation dans des matériaux flexibles.
  - Entraîne un mouvement net ou un couple sur des objets libres.
  - Joue un rôle dans l'électrohydrodynamique et la physique des plasmas, où les forces électrostatiques déséquilibrées entraînent des mouvements de fluides.